# الخطوط الجوية الأمريكية الرحلة 132
الخطوط الجوية الأمريكية الرحلة 132 طائرة ماكدونل دوغلاس إم دي-83 كانت تحمل علي متنها 120 راكبا و6 من أفراد الطاقم وكانت متجهة من دالاس إلى ناشفيل في 3 فبراير 1988، وبينما كانت تستعد للهبوط حصل حريق في مقصورة الشحن وتمكن طاقم الطائرة من الهبوط اضطراريا في مطار ناشفيل الدولي بمدينة ناشفيل في الولايات المتحدة ونجا جميع الركاب والطاقم البالغ عددهم 126 شخصًا ولكن تحسينات الحادث وضعت متأخرا.